# Santa Maria Coatepec
Santa Maria Coatepec är en ort i Mexiko.   Den ligger i kommunen San Salvador el Seco och delstaten Puebla, i den sydöstra delen av landet, 160 km öster om huvudstaden Mexico City. Santa Maria Coatepec ligger 2 504 meter över havet och antalet invånare är 5 631.
Terrängen runt Santa Maria Coatepec är kuperad västerut, men österut är den platt. Terrängen runt Santa Maria Coatepec sluttar norrut. Runt Santa Maria Coatepec är det ganska tätbefolkat, med 129 invånare per kvadratkilometer. Närmaste större samhälle är San Salvador El Seco, 5,8 km nordväst om Santa Maria Coatepec. Trakten runt Santa Maria Coatepec består till största delen av jordbruksmark.